# Vantoux
Vantoux là một xã trong vùng Grand Est, thuộc tỉnh Moselle, quận Metz-Campagne, tổng Montigny-lès-Metz. Tọa độ địa lý của xã là 49° 07' vĩ độ bắc, 06° 13' kinh độ đông. Vantoux có điểm thấp nhất là 171 mét và điểm cao nhất là 258 mét. Xã có diện tích 2,45 km², dân số vào thời điểm 1999 là 808 người; mật độ dân số là 329 người/km².

## Thông tin nhân khẩu
| 1962 | 1968 | 1975 | 1982 | 1990 | 1999 |
| ---- | ---- | ---- | ---- | ---- | ---- |
| 308  | 310  | 517  | 474  | 725  | 808  |